# 上游水库 (嵩明)
上游水库是中国云南省昆明市嵩明县境内的一座水库，位于果马河上，建于1957年。水库正常库容为2305万立方米，集雨面积为216平方千米，海拔为1914米。上游水库纪念碑为第五批昆明市文物保护单位。